# Головатовка (Черкасская область)
Голова́товка (укр. Головатівка) — село в Чернобаевском районе Черкасской области Украины. Подчинено Богодуховскому сельскому совету. 21 сентября 2018 года стало частью села Богодуховка.

## Население
В 2001 году в селе проживало 294 человека.

### Языковой состав
Родной язык населения по данным переписи 2001 года:
| Язык       | Численность, чел. | Доля     |
| ---------- | ----------------- | -------- |
| Украинский | 292               | 99,32 %  |
| Другое     | 2                 | 0,68 %   |
| Итого      | 294               | 100,00 % |